# Samoadjungovaný operátor
Samoadjungovaný operátor je lineární operátor se zvláštními vlastnostmi. Operátory a především samoadjungované operátory studuje funkcionální analýza. Samoadjungovaný operátor je zobecněním samoadjungované matice.

## Definice
V této části je uvedena definice samoadjungovaného operátoru. V první části pro omezené operátory, ve druhé pro neomezené. Vzhledem k tomu, že omezené operátory lze definovat vždy na celém vektorovém prostoru, je omezený samoadjungovaný operátor speciálním případem neomezeného samoadjungovaného operátoru.

### Omezené operátory
Nechť {\displaystyle (H,\langle .,.\rangle )} je Hilbertův prostor sestávající z vektorového prostoru {\displaystyle H} a skalárního součinu {\displaystyle \langle \cdot ,\cdot \rangle } a nechť {\displaystyle T\colon H\to H} je omezený lineární operátor. Pokud operátor {\displaystyle T} splňuje rovnici
{\displaystyle \langle Tx,y\rangle =\langle x,Ty\rangle ,}
nazývá se samoadjungovaný. V tomto případě je definice ekvivalentní s definicí symetrického operátoru.

### Neomezené operátory
Nechť {\displaystyle (H,\langle .,.\rangle )} je Hilbertův prostor sestávající z vektorového prostoru {\displaystyle H} a skalárního součinu {\displaystyle \langle \cdot ,\cdot \rangle } a nechť {\displaystyle T\colon D(T)\to H} je hustě definovaný operátor. Nechť {\displaystyle D(T^{*})} je prostor všech {\displaystyle y\in H,} takový, že lineární funkcionál
{\displaystyle x\mapsto \langle Tx,y\rangle }
je spojitý. Tento funkcionál má definiční obor {\displaystyle D(T)}, a proto je hustě definovaný v {\displaystyle H}. Proto má jednoznačně spojité rozšíření na celé {\displaystyle H}. Podle Rieszovy věty o reprezentaci existuje jednoznačně určený prvek {\displaystyle T^{*}y\in H,} takový, že
{\displaystyle \langle Tx,y\rangle =\langle x,T^{*}y\rangle }
platí pro všechna {\displaystyle x\in H}. Operátor {\displaystyle T^{*}} s definičním oborem {\displaystyle D(T^{*})} je k {\displaystyle T} jednoznačně přiřazený sdružený operátor.
Operátor {\displaystyle T} se nazývá samoadjungovaný, pokud platí {\displaystyle T=T^{*}} a {\displaystyle D(T)=D(T^{*}),} tedy pokud operátor {\displaystyle T} se svým adjungovaným operátorem {\displaystyle T^{*}} mají stejný definiční obor.

## Historie
Základy teorie neomezených operátorů položil John von Neumann v roce 1929, a byl také první, kdo rozpoznal nutnost rozlišovat symetrické a samoadjungované operátory. Protože pouze pro samoadjungované operátory může existovat spektrální rozklad popsaný v poslední části tohoto článku. Von Neumann nazýval symetrické operátory hermitovskými. Zjistil, že je pro spektrální rozklad mimo jiné důležité, aby operátor nepřipouštěl žádná symetrická rozšíření, a nazval tuto třídu operátorů maximálně Hermitovskou. Tento požadavek však není postačující pro spektrální větu, která předpokládá samoadjungované operátory. Na podnět Erharda Schmidta von Neumann nazval samoadjungované operátory hypermaximální. Pojem samoadjungovaný operátor zavedl Marshall Harvey Stone.

## Příbuzné objekty

### Samoadjungovaná matice
Nechť {\displaystyle \mathbb {K} \in \{\mathbb {R} ,\mathbb {C} \}} je reálné nebo komplexní těleso a nechť je {\displaystyle \langle \cdot ,\cdot \rangle } je skalární součin na {\displaystyle \mathbb {K} ^{n},} pak {\displaystyle (\mathbb {K} ^{n},\langle \cdot ,\cdot \rangle )} je Hilbertův prostor. Matice {\displaystyle A} se nazývá samoadjungovaná, pokud pro všechna {\displaystyle x,y\in \mathbb {K} ^{n}} platí
{\displaystyle \langle Ay,x\rangle =\langle y,Ax\rangle .}
Matici {\displaystyle A} chápeme jako Lineární zobrazení na {\displaystyle \mathbb {K} ^{n}}. Protože {\displaystyle A} je zobrazení mezi vektorovými prostory konečné dimenze, je zobrazení reprezentované {\displaystyle A} omezené, a proto je spojité a tedy také hustě definované. Samoadjungovaná matice je tedy také samoadjungovaným operátorem. Pokud uvažujeme {\displaystyle \mathbb {R} ^{n}} se svým standardním skalárním součinem, pak symetrické matice odpovídají samoadjungovaným. V případě {\displaystyle \mathbb {C} ^{n}} s odpovídajícím kanonickým skalárním součinem jsou Hermitovské matice samoadjungované.

### Symetrický operátor
Operátor {\displaystyle T\colon D(T)\to H} se nazývá symetrický, pokud pro všechny {\displaystyle x,\,y\in D(T)} platí
{\displaystyle \langle Ty,x\rangle =\langle y,Tx\rangle }
Na rozdíl od samoadjungovaného operátoru se nevyžaduje, aby operátor {\displaystyle T} byl hustě definovaný (ale v literatuře to není jednotné). Je-li {\displaystyle T} hustě definovaný (a v důsledku toho je adjungovaný operátor dobře definovaný), pak je {\displaystyle T} symetrický, pravě tehdy, když platí {\displaystyle T\subseteq T^{*}}. Pro omezené operátory se pojmy samoadjungovaný a symetrický shodují. Proto jsou symetrické, ale ne samoadjungované operátory vždy neomezené. Hellingerova-Toeplitzova věta kromě toho říká, že každý symetrický operátor definovaný na celém {\displaystyle H} je spojitý a proto je také samoadjungovaný.

### V podstatě samoadjungovaný operátor
Operátor {\displaystyle T\colon D(T)\to H} se nazývá v podstatě samoadjungovaný, pokud je symetrický, hustě definovaný a jeho uzávěr je samoadjungovaný. V podstatě samoadjungovaný operátor můžeme tedy vždy rozšířit na samoadjungovaný.

## Příklady

### Symetrické matice
Symetrické matice {\displaystyle A\in \mathbb {R} ^{n\times n}} můžeme chápat jako operátory {\displaystyle A\colon \mathbb {R} ^{n}\to \mathbb {R} ^{n}}. S ohledem na standardní skalární součiny je každá symetrická matice samoadjungovaná, to jest je samoadjungovaným operátorem.

### Operátor -id/dx
Pokud je operátor omezený, pak, jak již bylo uvedeno, jsou pojmy symetrický operátor, v podstatě samoadjungovaný operátor a samoadjungovaný operátor ekvivalentní. V případě neomezených operátorů implikuje samoadjungovanost symetrii, ale obráceně to neplatí. Protipříklad ukazuje následující dvojice:
1. Uvažujeme Hilbertův prostor {\displaystyle C^{\infty }((0,1))\cap L^{2}((0,1))} a diferenciální operátor {\displaystyle p_{1}:=-{\rm {i}}\,{\tfrac {\rm {d}}{{\rm {d}}x}}={\tfrac {1}{\rm {i}}}\,{\tfrac {\rm {d}}{{\rm {d}}x}}} s dirichletovskými okrajovými podmínkami {\displaystyle \psi (0)=\psi (1)=0}.
2. a pro jeho rozšíření {\displaystyle p_{2},} požadujeme pouze „periodičnost“: {\displaystyle \psi (1)=\psi (0)}.

Z řetězu rovností
{\displaystyle \langle u,p_{i}v\rangle _{L^{2}}-\langle p_{i}u,v\rangle _{L^{2}}=\int _{0}^{1}{\overline {u(x)}}\cdot p_{i}v(x)-{\overline {p_{i}u(x)}}\cdot v(x)\mathrm {d} x=-{\rm {i}}\cdot \left({\overline {u}}(1)\cdot v(1)-{\overline {u}}(0)\cdot v(0)\right)=0}
plyne, že operátory {\displaystyle p_{i}} pro {\displaystyle i\in \{1,2\}} jsou symetrické. Avšak pouze operátor {\displaystyle p_{2}} je samoadjungovaný, protože v prvním případě je definiční obor zbytečně omezený. Pak nemá vůbec žádné vlastní funkce, protože ty jsou všechny ve tvaru {\displaystyle \exp(i\lambda _{n}\cdot x)}, takže požadovaná podmínka {\displaystyle \psi (0)=0} bude porušena.

### Laplaceův operátor
Laplaceův operátor {\displaystyle \Delta \colon D(\Delta )\to L^{2}(\mathbb {R} ^{n})} je neomezený operátor. S ohledem na {\displaystyle L^{2}}-skalární součiny je samoadjungovaný. To znamená, že je pro tento skalární součin symetrický, což pro všechny {\displaystyle f,\,g\in D(\Delta )} znamená
{\displaystyle \int _{\mathbb {R} ^{n}}\Delta f(x)g(x)\mathrm {d} x=\int _{\mathbb {R} ^{n}}f(x)\Delta g(x)\mathrm {d} x,}
a je hustě definovaný. Diferenciál je zde potřeba chápat ve slabém smyslu. Pro definiční obor tedy platí
{\displaystyle D(\Delta )=\{u\in L^{2}(\mathbb {R} ^{n}):\Delta u\in L^{2}(\mathbb {R} ^{n})\}.}
Tomu vyhovuje Sobolevův prostor {\displaystyle H^{2}(\mathbb {R} ^{n})} kvadraticky integrovatelné a dvakrát slabě diferencovatelné funkce, které jsou husté v {\displaystyle L^{2}(\mathbb {R} ^{n})}. Symetrie Laplaceova operátoru plyne z Greenových identit.

### Operátor násobení
Nechť {\displaystyle (\Omega ,\Sigma ,\mu )} je prostor s mírou a {\displaystyle f\colon \Omega \to \mathbb {R} } je měřitelná funkce. Operátor násobení {\displaystyle M_{f}\colon D(M_{f})\to L^{2}(\mu )} s definičním oborem {\displaystyle D(M_{f})=\{x\in L^{2}(\mu ):f\cdot x\in L^{2}(\mu )\}\subset L^{2}(\mu )} definujeme vztahem
{\displaystyle x\mapsto M_{f}x:=f\cdot x.}
Tento operátor je neomezený a hustě definovaný, protože pro {\displaystyle \Omega _{n}:=\{\omega \in \Omega :|f(\omega )|\leq n\}} obsahuje {\displaystyle D(M_{f})} všechny {\displaystyle L^{2}}-třídy, které mimo z {\displaystyle \Omega _{n}} zanikají, a kvůli {\displaystyle \textstyle \Omega =\bigcup _{n}\Omega _{n}} je {\displaystyle D(M_{f})\subset L^{2}(\mu )} hustý. Kromě toho je {\displaystyle M_{f}} s ohledem na {\displaystyle L^{2}}-skalární součiny symetrický. Operátor je také samoadjungovaný. Protože pro symetrický operátor, jmenovitě {\displaystyle M_{f}\subset M_{f}^{*},} platí, že {\displaystyle D(M_{f})\subset D(M_{f}^{*})} a {\displaystyle M_{f}^{*}|_{D(M_{f})}=M_{f},} znamená to, že pro samoadjungovaný operátor musí platit {\displaystyle D(M_{f}^{*})\subset D(M_{f})}. Nechť {\displaystyle \chi _{n}} je charakteristická funkce z {\displaystyle \Omega _{n}}. Pro {\displaystyle z\in D(M_{f})} a {\displaystyle x\in D(M_{f}^{*})} platí
{\displaystyle \langle z,\chi _{n}M_{f}^{*}x\rangle _{L^{2}}=\langle \chi _{n}z,M_{f}^{*}x\rangle _{L^{2}}=\langle M_{f}(\chi _{n}z),x\rangle _{L^{2}}=\langle f\chi _{n}z,x\rangle _{L^{2}}.}
To znamená, že {\displaystyle \chi _{n}M_{f}^{*}x=\chi _{n}fx} platí skoro všude. Tam, kde {\displaystyle \chi _{n}\to 1} bodově konverguje, platí {\displaystyle M_{f}^{*}x=fx} skoro všude. Protože {\displaystyle M_{f}^{*}x=fx} leží v {\displaystyle L^{2},} je {\displaystyle x\in D(M_{f})}, odtud {\displaystyle D(M_{f})=D(M_{f}^{*}),} čímž jsme dokázali, že {\displaystyle D(M_{f})} je samoadjungovaný.

## Kritéria
Pro operátor {\displaystyle T\colon D(T)\to H} hustě definovaný v Hilbertově prostoru {\displaystyle (H,\langle .,.\rangle )} existují další kritéria samoadjungovanosti.

### První kritérium
{\displaystyle T} je samoadjungovaný operátor právě tehdy, když v {\displaystyle H} platí
1. {\displaystyle T=T^{*}=T^{**}}.

### Druhé kritérium
{\displaystyle T} je samoadjungovaný operátor právě tehdy, když v {\displaystyle H}, pokud jsou splněny následující podmínky:
1. {\displaystyle T} je symetrický.
2. {\displaystyle T} je uzavřený.
3. Nulové prostory operátorů {\displaystyle T^{*}-\mathrm {i} \cdot Id_{H}} a {\displaystyle T^{*}+\mathrm {i} \cdot Id_{H}} jsou rovné {\displaystyle \{0\}}.

U nulových prostorů vyskytujících se v poslední podmínce zjišťujeme jejich dimenze. V případě symetrického operátoru {\displaystyle T} to nazýváme defektní indexy. Poslední zmíněnou podmínku lze proto také vyjádřit, že defektní indexy {\displaystyle T} jsou rovny 0.

### Třetí kritérium
Podmínky 2 a 3 druhého kritéria lze interpretovat jako jedinou, a tímto způsobem dostaneme pro samoadjungovanost {\displaystyle T} další rovnocenné kritérium:
{\displaystyle T} je samoadjungovaný operátor v {\displaystyle H}, právě tehdy, když pokud jsou splněny následující podmínky:
1. {\displaystyle T} je symetrický.
2. Obor hodnot operátorů {\displaystyle T-\mathrm {i} \cdot Id_{H}} a {\displaystyle T+\mathrm {i} \cdot Id_{H}} je roven {\displaystyle H}.

### Čtvrté kritérium
Čtvrté kritérium ukazuje, že samoadjungovanost hustě definovaného operátoru je v podstatě určeno polohou jeho spektra v reálných číslech:
{\displaystyle T} je samoadjungovaný operátor v {\displaystyle H} právě tehdy, když jsou splněny následující podmínky:
1. {\displaystyle T} je symetrický.
2. Spektrum {\displaystyle T} je tvořeno pouze reálnými čísly, tedy {\displaystyle \sigma (T)\subset \mathbb {R} }.

## Vlastnosti
Nechť {\displaystyle T} je hustě definovaný operátor na Hilbertově prostoru {\displaystyle (H,\langle .,.\rangle ),}
- pak {\displaystyle T^{*}T} je samoadjungovaný operátor s {\displaystyle \langle Tx,x\rangle \geq 0.}

Nechť {\displaystyle T} je samoadjungovaný operátor na Hilbertově prostoru {\displaystyle (H,\langle .,.\rangle ).}
- Pro spektrum {\displaystyle \sigma (T)} operátoru {\displaystyle T} platí {\displaystyle \sigma (T)\subset \mathbb {R} .} Neexistují tedy žádné spektrální hodnoty, které jsou vlastními komplexními čísly. Především samoadjungovaná matice má pouze reálné spektrum, případně vlastní čísla.
- Operátor {\displaystyle T} je pozitivní, což znamená, že pro všechny {\displaystyle x\in D(T)} platí {\displaystyle \langle Tx,x\rangle \geq 0} právě tehdy, když pro spektrum {\displaystyle \sigma (T)} platí inkluze {\displaystyle \sigma (T)\subset \langle 0,\infty \rangle }.
- Pokud {\displaystyle \langle Tx,x\rangle \geq 0} platí pro všechna {\displaystyle x\in H}, pak existuje samoadjungovaný operátor {\displaystyle B} splňující {\displaystyle \langle Bx,x\rangle \geq 0} pro všechna {\displaystyle x\in H,} takový, že platí {\displaystyle B\circ B=T}.

## Friedrichsovo rozšíření
Nechť {\displaystyle (H,\langle ,\rangle _{H})} je Hilbertův prostor a {\displaystyle T\colon D(T)\to H} hustě definovaný polootevřený operátor. Pro operátor {\displaystyle T} znamená polootevřený, že pro operátor platí buď nerovnost {\displaystyle \langle Tx,x\rangle _{H}\geq C\|x\|_{H}^{2}} nebo nerovnost {\displaystyle \langle Tx,x\rangle _{H}\leq C\|x\|_{H}^{2}} pro {\displaystyle C\in \mathbb {R} } a pro všechna {\displaystyle x\in D(T)}. Pak existuje k {\displaystyle T} samoadjungované rozšíření {\displaystyle T}, které splňuje stejnou podmínku.
Je třeba poznamenat, že pro polootevřený operátor {\displaystyle T} musí být výraz {\displaystyle \langle Tx,x\rangle _{H}} reálný, jinak relace uspořádání {\displaystyle \geq } a {\displaystyle \leq } nejsou definované; a operátory, pro které platí {\displaystyle \langle Tx,x\rangle _{H}\in \mathbb {R} } pro všechna {\displaystyle x\in H}, jsou symetrické.
Nechť {\displaystyle T\colon D(A)\to H} je uzavřený a hustě definovaný operátor. Pak lze z Friedrichsova rozšíření odvodit, že {\displaystyle T^{*}T\colon \{x\in D(T):Tx\in D(T^{*})\}\to H} je hustě definovaný a samoadjungovaný.

## Spektrální věta pro neomezené operátory

### Spektrální rozklad
Nechť {\displaystyle (H,\langle .,.\rangle _{H})} je Hilbertův prostor a {\displaystyle \Sigma } je borelovská σ-algebra. Pro každý samoadjungovaný operátor {\displaystyle T\colon D(T)\to H} existuje jednoznačná spektrální míra {\displaystyle E\colon \Sigma \to L(H,H),} taková, že pro {\displaystyle x\in D(T)} a {\displaystyle y\in H} platí
{\displaystyle \langle Tx,y\rangle _{H}=\int _{\mathbb {R} }t\,\mathrm {d} \langle E_{t}\,x,y\rangle _{H}.}
Tento výrok je spektrální věta pro neomezené samoadjungované operátory. Pokud požadujeme, aby operátory byl omezený a samoadjungovaný nebo dokonce i kompaktní a samoadjungované, pak se výsledek zjednoduší. To je podrobněji vysvětleno v článku Spektrální věta.

### Operátor násobení
Nechť {\displaystyle H} je Hilbertův prostor a nechť {\displaystyle T\colon H\supset D(T)\to H} je samoadjungovaný operátor. Pak existuje (v separabilním případě {\displaystyle \sigma }-konečný) prostor s mírou {\displaystyle (\Omega ,\Sigma ,\mu )}, měřitelná funkce {\displaystyle f\colon \Omega \to \mathbb {R} } a unitární operátor {\displaystyle U\colon H\to L^{2}(\mu )}, tak že platí:
1. {\displaystyle x\in D(T)\Leftrightarrow f\cdot Ux\in L^{2}(\mu )} a
2. {\displaystyle UTU^{*}\phi =f\cdot \phi } pro {\displaystyle \phi \in \{\phi \in L^{2}(\mu ):f\cdot \phi \in L^{2}(\mu )\}}.

V podstatě je tedy operátor násobení {\displaystyle \phi \mapsto f\cdot \phi } jediným příkladem samoadjungovaného operátoru.